# Floating Points

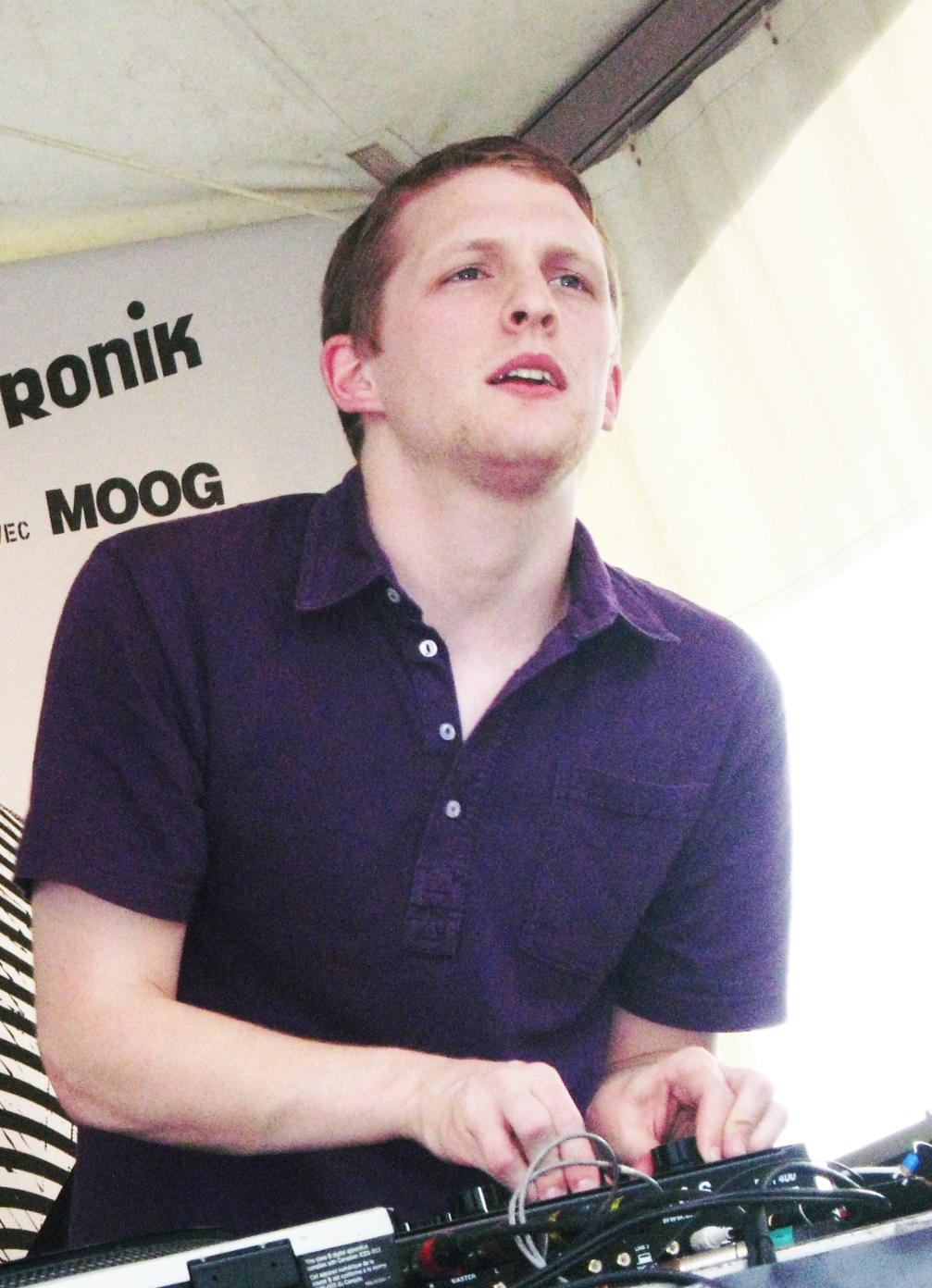
Floating Points (2011)

Floating Points (* um 1986 in Manchester als Samuel T. Shepherd) ist ein britischer Produzent und Musiker elektronischer Musik. Er ist Mitbegründer von Eglo Records.

## Leben und Wirken
Shepherd erhielt als Kind Klavierunterricht und sang zunächst im Kirchenchor der Kirche seines Vaters, dann im Manchester Cathedral Choir. Nach dem Stimmbruch studierte er Klavier und Komposition an der Chetham's School of Music, bevor er 2014 am University College London in Neurowissenschaften promovierte.
In den späten 2000er Jahren arbeitete er als DJ im Londoner Club Plastic People. Zu Shepherds musikalischen Einflüssen gehören Claude Debussy, Olivier Messiaen und Bill Evans. 2008 begann Shepherd unter dem Namen Floating Points zu veröffentlichen, neben ersten Singles einen Bootleg-Remix von Sun Ras I'll Wait for You; Gilles Peterson wurde auf beides aufmerksam und stellte ihn in seiner Radiosendung Worldwide vor. Nach über einem Dutzend Veröffentlichungen und ungefähr ebenso vielen Remixen, die in den Clubs ankamen, legte er 2015 sein Debütalbum vor, bei dem sein „elektronisches Klangbild eher in der Tradition von Karl-Heinz Stockhausen als von Giorgio Moroder“ stehe.
Kurz vor einer US-Tournee 2017 probten Shepherd und seine Band in der Mojave-Wüste und wurden dabei gefilmt; so entstand das Album Reflections. Dann folgte das zweite Studioalbum Crush (2019) – alles, so André Boße vom Musikexpress, „atemberaubend gute Electronica-Platten.“ 2021 veröffentlichte er mit Promises ein neunsätziges Werk, das in Zusammenarbeit mit Pharoah Sanders und dem London Symphony Orchestra entstanden war.

## Diskografie (Auswahl)
- Elaenia (2015)[6]
- Reflections – Mojave Desert (2017)
- Crush (2019)
- Promises (mit Pharoah Sanders & The London Symphony Orchestra) (2021)[3][4]
- Cascade (2024)